# Gold (album de Steely Dan)
Pour les articles homonymes, voir Gold.
Albums de Steely Dan
Steely Dan
(1978) A Decade of Steely Dan
(1985)
Gold (1982) est une compilation de chansons du groupe de Jazz rock américain Steely Dan, contenant des titres enregistrés entre 1973 et 1980. Comme ce sont principalement des chansons parues après le Greatest Hits de 1978, ce disque fait donc office de "Volume 2".

Cet album contient également la chanson FM (No Static at All), parue originellement sur la bande originale du film du même nom.

En 1991, cette compilation fut rééditée au format CD sous le nom Gold Expanded Edition, avec quatre titres supplémentaires : Here At The Western World (jusqu'alors uniquement disponible sur la compilation 'Greatest Hits de 1978), deux chansons de Donald Fagen en solo, dont le titre True Companion paru originellement sur la bande originale du film Métal Hurlant, et une version live du titre Bodhisattva (parue originellement en face B du single de 1980 Hey Nineteen). 

## Titres de l’album
Toutes les compositions sont de Walter Becker et Donald Fagen

### Gold(1982)

#### Face un
1. Hey Nineteen – 5:04
2. Green Earrings – 4:05
3. Deacon Blues – 7:26
4. Chain Lightning – 2:57

#### Face deux
1. FM (No Static at All) – 4:50
2. Black Cow – 5:10
3. King of the World - 5:04
4. Babylon Sisters – 5:50

#### EP bonus (en édition limitée)
1. Do It Again – 5:56
2. Reelin' In the Years – 4:37
3. Rikki Don't Lose That Number – 4:32
4. Haitian Divorce – 5:50

### Expanded Edition (CD)(1991)
Toutes les compositions sont de Walter Becker et Donald Fagen sauf indication contraire
1. Hey Nineteen – 5:05
2. Green Earrings – 4:07
3. Deacon Blues – 7:32
4. Chain Lightning – 3:00
5. FM (No Static at All) – 5:10
6. Black Cow – 5:10
7. King of the World - 5:04
8. Babylon Sisters – 5:50
9. Here at the Western World - 4:02
10. Century's End (Fagen, Meher) - Donald Fagen solo – 5:31
11. True Companion (Fagen) - Donald Fagen solo – 5:10
12. Bodhisattva (Live) – 7:42